# Grøndahl & Søn Forlag
Grøndahl & Søn var ett norskt boktryckeri med bokhandel och förlag, inrättat i Kristiania av Christopher Andersen Grøndahl med kungligt privilegium av den 18 november 1812. 
Grøndahl, som var född 1784 i Ullensaker, drev rörelsen med betydande framgång och vid hans död 1864 övertogs rörelsen av sonen Anders Grøndahl. Han var född 1807 i Kristiansand och företog avsevärda utökningar; under 1860- och 1870-talet ombyggdes firmans gamla gård i Toldbodgaden i stor stil. Vid hans död 1890 övertog sonen Carl Grøndahl, som redan 1874 hade inträtt i firman, denna ensam. I denna upptog han 1903 sina systersöner Anders Grøndahl och Kristian Tandberg (död 1911) och 1914 deras yngre bror, ingenjör Jørgen Tandberg. 
År 1840 inköpte Grøndahl & Søn den första snällpressen, 1854 den första dubbelpressen, 1874 anskaffades den första ånghissen, 1877 övergick man från det tyska till det franska, Didotska, skriftsystemet. ÅR 1876 startades även en bokhandel för in- och utländsk litteratur; 1898 installerades den första elektriska motorn i maskinsalen, och 1900 övergick tryckeriet helt till elektrisk drift.
År 1990 övertogs förlaget av J.W. Cappelens Forlag, men fortsatte att drivas som ett självständigt förlag. År 1991 sammanslogs Grøndahl & Søn med Dreyers Forlag A/S under namnet Grøndahl og Dreyers Forlag A/S, vilket var helägt av Cappelen. År 1999 upplöstes Grøndahl og Dreyer och integrerades i Cappelen och firmanamnet upphörde att användas.